# Sanjay Ayre
Sanjay Ayre (né le 19 juin 1980) est un athlète jamaïcain, spécialiste du 400 m. Il mesure 1,88 m pour ?6 kg.

## Meilleurs temps
- 200 m :	21 s 09 	 +0,9 	1rA 	NC	Tel Aviv	6 Jul 2005
- 400 m : 	44 s 92 	 2e 	NC	Kingston	22 Jun 2002

## Palmarès
- Médaille de bronze aux Championnats du monde d'athlétisme 2005 sur 4 x 400 m